# Sint Jansteen
Sint Jansteen (Oost-Vlaams: Stiejn) is een dorp in de gemeente Hulst, in de Nederlandse provincie Zeeland. Het dorp heeft 3.190 inwoners (2023). Van de 12e eeuw tot aan 1795 was het een heerlijkheid en tot 1 april 1970 een zelfstandige gemeente, waartoe ook de plaatsen Heikant, gedeelte van Kapellebrug en Absdale behoorden. In het dorp bevindt zich een voormalig raadhuis uit 1790.

## Geschiedenis
Het dorp is rond 1100 ontstaan. De heerlijkheid waar het dorp in lag heette oorspronkelijk Inghelosenberghe. De vermoedelijk eerste heer was Zeger van Gent, die van 1190 tot 1199 de heerlijkheid in eigendom had. In 1170 had Zeger of zijn zoon in de heerlijkheid een steen oftewel kasteel laten bouwen en hij stichtte er een kapel, gewijd aan Johannes de Doper. De heerlijkheid werd uiteindelijk ook vernoemd naar dit steen en de kapel van Sint Jan: Sint Jan ten Steene of Sint Jansteen. Bij de kapel en het kasteel ontstond een dorpje dat ook de naam Sint Jansteen ging dragen.
Zeger was burggraaf van Gent, maar dat was in die periode niet veel meer dan een eretitel. In 1199 trad Zeger toe tot de Tempeliers en daarom deed hij afstand van zijn bezittingen. Omdat zijn oudste zoon Arnulf reeds overleden was, droeg Zeger de heerlijkheid over aan zijn tweede zoon, eveneens Zeger genaamd.
Het kasteel diende als buitenverblijf van deze Zeger II van Viggezele, burggraaf van Gent. Hij maakte de heerlijkheid los uit het bisdom Utrecht en bracht het onder bij het bisdom Doornik. In 1226 gaf hij het dorp diverse vrijheden en een vorm van zelfbestuur; de heerlijkheid zelf werd nu afgescheiden van de Vier Ambachten en werd een vrije heerlijkheid met de graaf van Vlaanderen als landsheer. Zeger II trouwde met Beatrix en het echtpaar ging wonen op haar kasteel te Wondelgem. Hij overleed in 1227 en werd door zijn zoon Hugo van Gent opgevolgd.

### Vilain
In 1232 overleed Hugo van Gent en hij liet de heerlijkheid en het kasteel na aan zijn gelijknamige zoon. Deze Hugo II droeg in 1240 de bezittingen over aan zijn broer Wouter, bijgenaamd Vilain. Wouter trouwde met Avezoete en hun zoon Alexander Vilain werd in 1262 vrijheer van Sint Jan ten Steene. Alexander huwde Isabella van Axel en zou de heerlijkheid nalaten aan hun zoon Wouter. Nog vóór 1306 overleed Wouter en hij liet Sint Jan ten Steene na aan zijn zoon Jan.
Jan Vilain was getrouwd met Maria van de Maalstede. In 1317 werd Jan echter vermoord op het grafelijk kasteel van Rupelmonde en zijn broer Philip volgde hem op.
In 1696 waren de heerlijkheid en het kasteel in bezit van Magdalena Vilain. De heerlijkheid viel sinds de Vrede van Münster (1648) en het grenstractaat (1664) onder de Republiek en Magdalena moest daardoor hulde brengen aan de Staten-Generaal, maar dat weigerde ze. Vervolgens werden haar bezittingen verbeurd verklaard en werd de heerlijkheid verkocht aan Jacob Wouters. Hij overleed in 1716 en zijn schoonzoon Willem Joachim van der Heijden erfde nu de heerlijkheid.

### Van Hogendorp
De heerlijkheid werd in 1731 gekocht door Gijsbert van Hogendorp, en de Van Hogendorps bleven in het bezit daarvan totdat eind 18e eeuw het feodaal stelsel door de Fransen werd opgeheven. De laatste heer was Willem van Hogendorp. Hij heeft nog het gerechtsgebouw laten bouwen.

### Verwoesting
Op 26 april 1747 liet Luitenant-generaal Pieter de la Rocque, commandant van Hulst, het dorp bij de nadering der Fransen tijdens de Oostenrijkse Successieoorlog, Sint Jansteen platbranden, waarop enkel de kerk en wat huizen overeind bleven. Daarbij werd mogelijk ook het kasteel verwoest. De la Rocque werd veroordeeld tot levenslange gevangenisstraf op Slot Loevestein voor zijn gedrag bij dat beleg. Het dorp is herbouwd maar heeft weinig sporen van voor 1747 overgehouden.

In 1795 kwam er officieel een einde aan de feodale rechten en verdween de heerlijkheid Sint Jansteen, maar het gebied bleef als gemeente bestaan tot 1970. Het gerechtshuis diende voortaan als gemeentehuis.

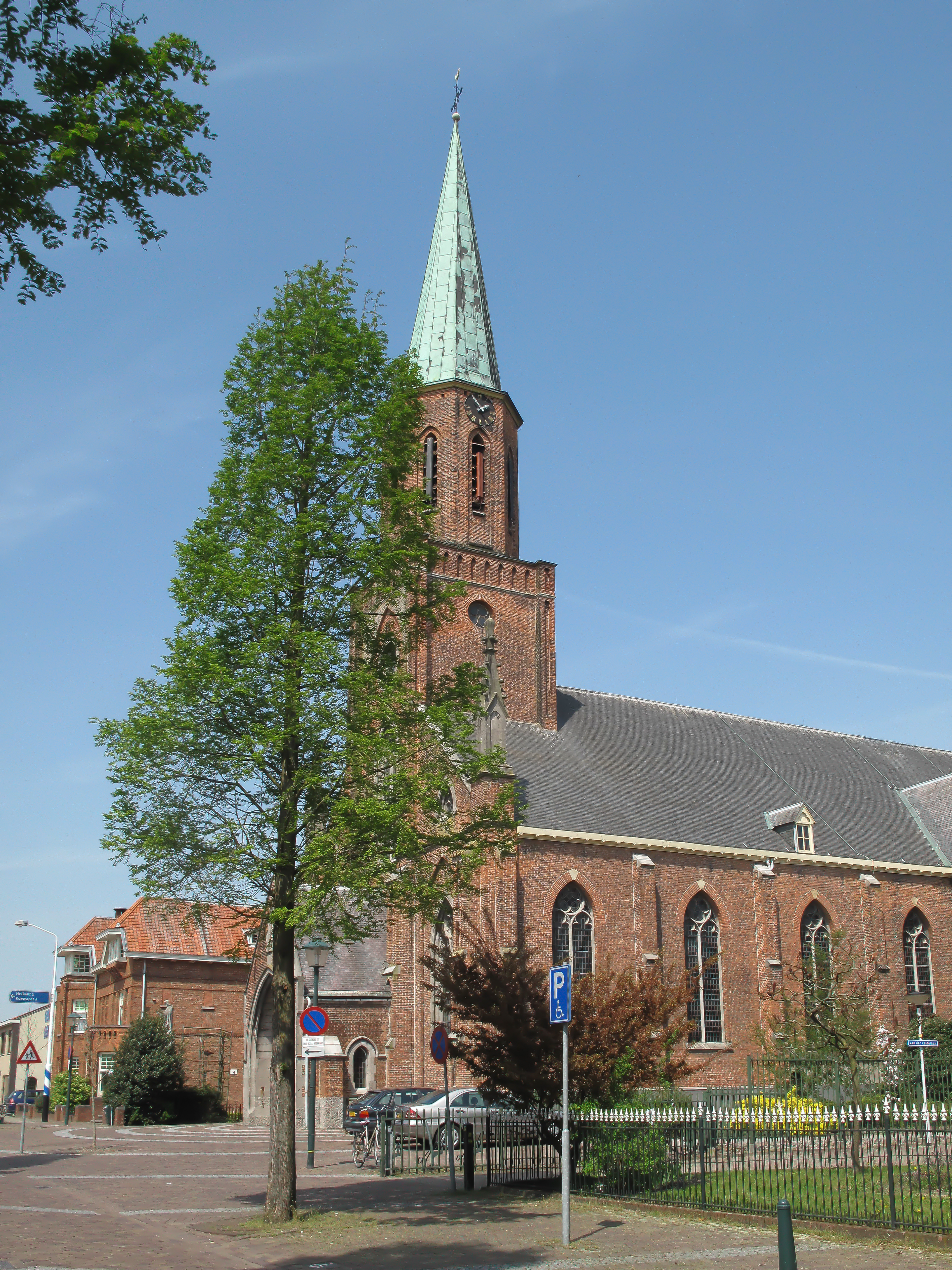
de Sint Johannes de Doperkerk

### Kasteel
Over de lotgevallen van het Steen van Sint Jansteen is nauwelijks iets bekend. Het werd gebouwd in de 12e eeuw maar het is onbekend hoe het er heeft uitgezien. Vermoedelijk stond het in de dorpskern van het huidige Sint Jansteen, hoewel er in een wei in de Wilhelminastraat ook resten gevonden zouden zijn van een groot bouwwerk.
Waarschijnlijk diende het kasteel vooral als zomerverblijf voor de ambachtsheren en woonden ze er dus niet het gehele jaar door. In 1747 was er de melding dat tijdens de oorlog tussen de Republiek en Frankrijk het dorp was afgebrand en dat het huis van de ambachtsheer ook schade had opgelopen, maar het is onduidelijk of het hier om het kasteel ging of een andere woning.
Het wapen van de voormalige gemeente Sint Jansteen toont een kasteel dat verwijst naar het Steen van de ambachtsheren.

## Heren van Sint Jansteen
Tot de vrijheren van Sint Jansteen behoorden onder andere:
- Zeger III van Gent, van 1200-1227
- Walter van Gent, bijgenaamd Vilain
- Alexander van Gent, bijgenaamd Vilain, van 1262-1280
- Jan Vilain, 1342-1385

## Bezienswaardigheden
- De Johannes de Doperkerk bevindt zich aan de Hoofdstraat 4. Ze werd in 1860 ingewijd en architect was P. Soffers. In 2018 werd het kerkgebouw omgevormd tot een brouwerij.[12]
- Mariakapelletje aan de Hogeweg
- Voormalig raadhuis, aan Hoofdstraat 25, werd door de laatste heer van Sint Jansteen omstreeks 1790 gebouwd als gerechtshuis. Het was versierd met twee houten beelden: een van Vrouwe Justitia en een van Vrouwe Prudentia. Deze beelden zijn nu te zien in het gemeentehuis van Hulst.

## Natuur en landschap
Sint Jansteen, op de overgang van het zeekleipoldergebied en het hoger gelegen Waasland, kent in zijn omgeving een aantal natuurgebieden: De Steense bossen en de Clingse bossen ten oosten van Sint Jansteen, en de Wildelandenpolder ten zuiden van het dorp.

## Economie
Van de historische economische activiteiten kunnen de vlasteelt, de vlasbewerking en textielindustrie, en de klompenmakerijen worden genoemd. Van 1838-1949 was er bierbrouwerij "De Appel", terwijl van 1894-1937 ook bierbrouwerij "De Eendracht" bestond.

## Sport
In Sint Jansteen zijn verschillende sportverenigingen actief.
- Schutterij: Schuttersvereniging Sint Jan
- Tennisvereniging: TC Smash
- Voetbalvereniging: VV STEEN

## Trivia
- De steense kasteelheer Zeger zou als voorbeeld gestaan hebben voor een van de belangrijke dierentypes uit het verhaal "Van den vos Reynaerde".
- Tijdens carnaval worden inwoners van Sint Jansteen "Steense ratten" genoemd.

## Geboren
- Cesar Bogaert (1910-1988), wielrenner
- Kees Schelfhout (1918-1983), politicus
- Miel d’Hooghe (1923-1996), voetballer
- Walter Everaerd (1937-2019), hoogleraar klinische psychologie
- Emma Crebolder (1942), dichteres
- Mark Smeets (1942-1999), tekenaar
- Theo Verschueren (1943), Belgisch wielrenner
- Kai Merckx (1991), radio-dj

## Nabijgelegen kernen
Hulst, Kapellebrug, Heikant, Clinge